# Askaukalis

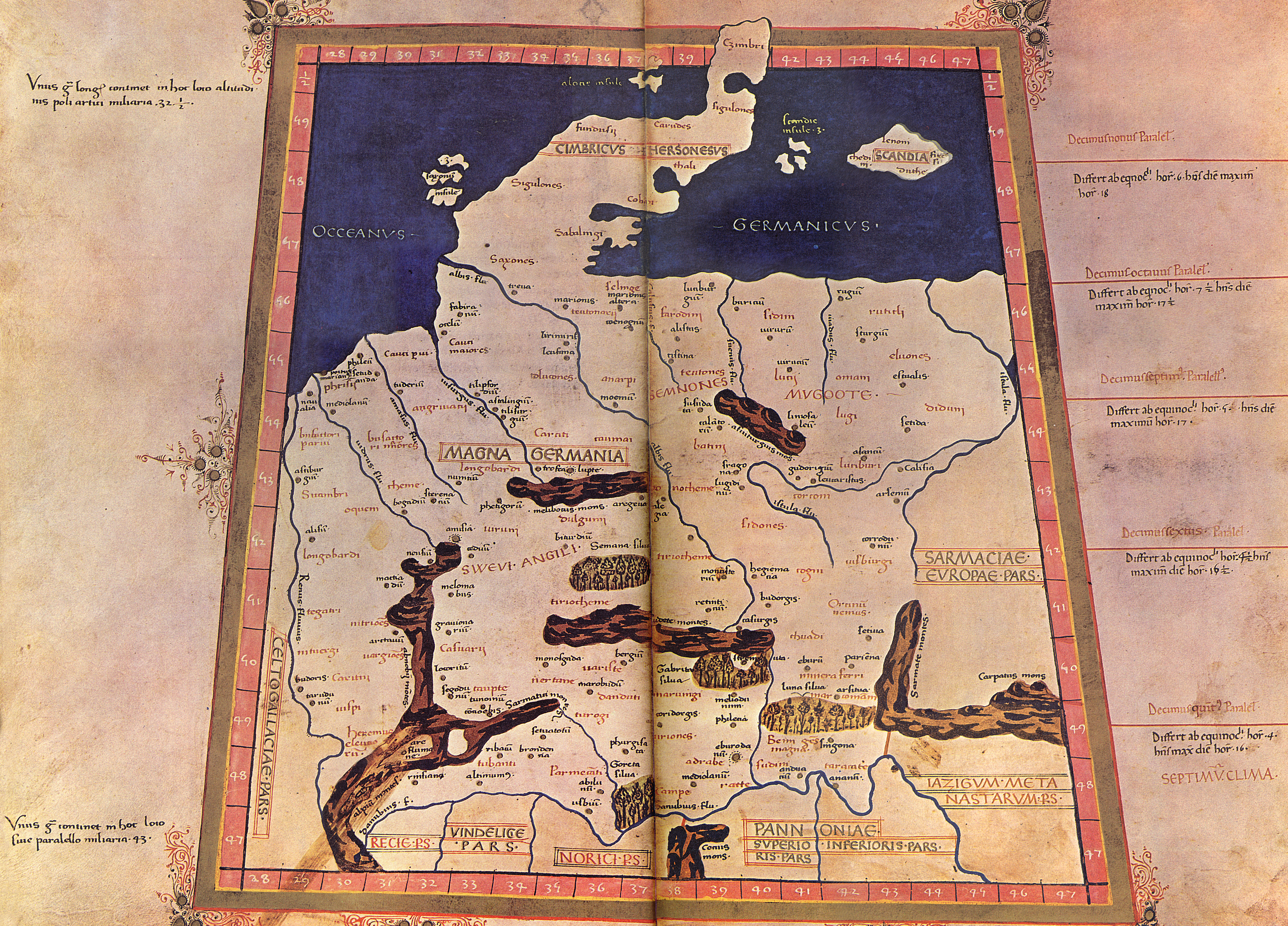
Germania Magna

Askaukalis (stgr. Ασκαυκαλίς, łac. Ascaucalis) – miejscowość w Europie Środkowej wzmiankowana przez Klaudiusza Ptolemeusza w Geografii (Γεωγραφικὴ Ὑφήγησις), jedna z 94 umieszczonych na Germania Magna, czwarta mapa Europy (Γερμανίας Μεγάλης θέσις, Εὐρώπης πίναξ δ´), jej położenie było utożsamiane z dzisiejszym Nakłem, Bydgoszczą lub Kruszą Zamkową.

## Historia

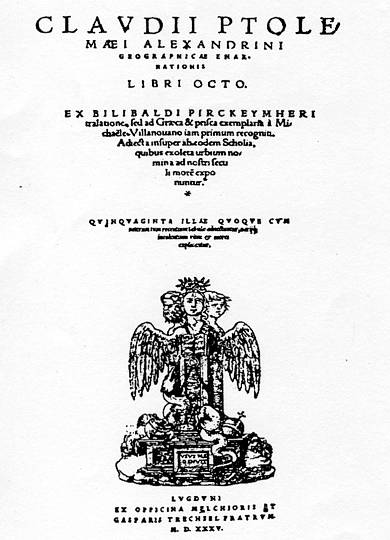
Strona tytułowa Geographicae Enarrationis wydanej w 1535

Askaukalis było jedną z osad na terenie państwa gockiego (gocko-gepidzkiego), znanego w polskiej archeologii jako kultura wielbarska. Państwo to zostało założone na terytorium dzisiejszej Polski w I w. n.e. przez plemiona wschodniogermańskie.
Około roku 150 n.e. mieszkający w Aleksandrii grecki matematyk i astronom Klaudiusz Ptolemeusz umieścił ją na Germania Magna, czwarta mapa Europy (Γερμανίας Μεγάλης θέσις, Εὐρώπης πίναξ δ´), jednej z 26 map wchodzących w skład słynnej Geografii (Γεωγραφικὴ Ὑφήγησις). Antyczny badacz sam nie brał udziału w pomiarach kartograficznych potrzebnych do ich tworzenia. Większość informacji zawdzięczał kupcom przemierzającym interesujące go ziemie oraz wojskowym kartografom Imperium Rzymskiego.

## Badania
Ptolemeusz, co zrozumiałe, nie ustrzegł się błędów wynikających głównie z potrzeby przeniesienia kulistej rzeczywistości na płaszczyznę mapy. Zakładał, że kraje pomiędzy Bałtykiem a Dunajem są znacznie węższe, co spowodowało, że miejsca z tak odległej przeszłości były niezwykle trudne do zidentyfikowania na mapach współczesnych. Co więcej, mylił się wskazując lokalizację nie tylko miejsc trudnych do usytuowania, ale także tak charakterystycznie położonych jak chociażby Jutlandia czy Szlezwik-Holsztyn.
W Instytucie Geodezji i Geoinformacji na Uniwersytecie Technicznym w Berlinie grupa naukowców składająca się z filologów klasycznych, matematyków i kartografów podjęła próbę skorygowania tych błędów i wypracowała tzw. „geodetic deformation analysis” (analiza deformacji geodezyjnych). Na jej podstawie powstał wykaz miast (poleis) z Magna Germania z ich zakładanymi lokalizacjami na terenie dzisiejszych Niemiec i Polski. Według berlińskich naukowców lokalizacje te korespondują również ze stanowiskami archeologicznymi, w których wcześniej odkryto gockie osady i miejsca pochówków. Również badania na terenie Bydgoszczy potwierdzają, że w tamtym okresie, dzięki dogodnemu położeniu i łatwej przeprawie przez Brdę, następował znaczny rozwój osadnictwa związanego z ożywionymi kontaktami handlowymi z Cesarstwem Rzymskim przez szlak bursztynowy. Askaukalis została zaliczona do tzw. grupy 3., w której umieszczono te osady, które znajdowały się w miejscu dzisiejszych miast, ale w wyniku masowych migracji u schyłku starożytności nie są ich bezpośrednimi prekursorkami ze względu na brak ciągłości osadniczej.

## Dokumenty
1. Ptolemy: the Geography (tekst oryginału z tłumaczeniem na j. angielski i wstępem). www.penelope.uchicago.edu. [dostęp 2012-12-28].
2. Cosmographia Claudii Ptolomaei Alexandrini. Cyfrowa Biblioteka Narodowa. [dostęp 2012-12-28]. [zarchiwizowane z tego adresu (10 września 2012)].